# Almudévar
Almudévar là một đô thị trong tỉnh Huesca, Aragon, Tây Ban Nha. Theo điều tra dân số 2004 (INE), đô thị này có dân số là 2.377 người.
Đô thị này nằm ở độ cao 446 m trên mực nước biển, cách thành phố Huesca 18 km.

## Biến động dân số
| 1900  | 1910  | 1930  | 1940  | 1950  | 1960  | 1970  | 1981  | 1986  | 1990  | 1999  | 2005 |
| ----- | ----- | ----- | ----- | ----- | ----- | ----- | ----- | ----- | ----- | ----- | ---- |
| 2.968 | 3.104 | 3.533 | 3.040 | 3.163 | 3.303 | 3.037 | 2.670 | 2.550 | 2.535 | 2.346 | 2377 |